# Monte (Jove)
Monte (llamada oficialmente Santo Isidoro do Monte) es una parroquia española del municipio de Jove, en la provincia de Lugo, Galicia.

## Otras denominaciones
La parroquia también es conocida por los nombres de San Isidoro de Monte y San Isidoro do Monte.

## Organización territorial
La parroquia está formada por ocho entidades de población:

### Entidades de población
Entidades de población que forman parte de la parroquia:
- Cancelas (As Cancelas)
- Gondar
- Hedradas (As Hedradas)
- Loureiro (O Loureiro)
- Penas Agudas (As Penas Agudas)
- Vilariño

### Despoblados
Despoblados que forman parte de la parroquia:
- San Salvador (O San Salvador)
- Soutovello (O Soutovello)

## Demografía
| Gráfica de evolución demográfica de Monte entre 2000 y 2021 |
|                                                             |
| Datos según el nomenclátor publicado por el INE.            |